# Enix (Unternehmen)
K.K. Enix (jap. 株式会社エニックス, Kabushiki-gaisha Enikkusu, engl. Enix Corporation) war ein japanischer Hersteller von Computerspielen und Verlag, der 1975 als Eidansha Boshu Service Center gegründet wurde. 1982 änderte die Firma ihren Namen in Enix – eine Zusammensetzung aus ENIAC (einem der ersten Computer) und dem mythischen Vogel Phönix. 2003 fusionierte Enix mit Square zu Square Enix, der Nettoumsatz betrug in diesem Jahr fast 22 Milliarden Yen.

## Produkte
Zu den wichtigsten Spielen von Enix gehört die Rollenspiel-Serie Dragon Quest (in den USA Dragon Warrior), deren Erfolg in Japan nur von der Final-Fantasy-Reihe des ehemaligen Konkurrenten Square erreicht wird. In den Staaten erschienen lediglich die ersten vier Teile für das Nintendo Entertainment System. Erst der siebte Teil wurde weltweit für die Sony PlayStation veröffentlicht. In Europa wurden zumindest Ableger der Serie, die spielerisch an Pokémon angelehnten Dragon-Quest-Monster-Spiele, veröffentlicht.
Anders als Konkurrent Square ist Enix weniger ein Entwickler als vielmehr ein Publisher, der die Entwicklung der Spiele kleineren, unabhängigen Firmen überlässt. So veröffentlichte Enix für das SNES verschiedene Action-Rollenspiele, darunter Actraiser, Illusion of Time und Terranigma, alle entwickelt von Quintet. Die Star-Ocean-Serie von tri-Ace wird in Japan ebenfalls von Enix vertrieben, genauso wie die Serie Valkyrie Profile. Die Veröffentlichungen dieser Spiele außerhalb Japans überließ Enix jedoch in der Regel Nintendo und Sony.
Die Dragon-Warrior-Spiele gehörten zwar zu den beliebtesten Rollenspielen für das NES, jedoch waren Rollenspiele an sich auf Konsolen nur ein wenig profitables Nischengenre, weswegen Enix sich für lange Zeit vom westlichen Markt zurückzog. Erst zu PlayStation-Zeiten wurde das Genre mit Final Fantasy VII von Konkurrent Square massenmarktfähig, was Enix ermutigte, den siebten Teil ihrer berühmtesten Serie in den USA zu veröffentlichen. Jedoch konnte Dragon Warrior VII den enormen Erfolg von über vier Millionen verkauften Einheiten in Japan nicht in den USA wiederholen: Die enttäuschend simple Präsentation schreckte zu viele Käufer ab.
Diese Schwierigkeiten, auf dem westlichen Markt Fuß zu fassen, stellten für Enix dann auch das ausschlaggebende Motiv dar, 2003 mit Square zu fusionieren. Die Beziehung zu Square war auch davor schon freundschaftlich geprägt, und als Square wegen kostspieliger Prestige-Projekte wie dem kommerziellen Flop Final Fantasy: Die Mächte in dir in finanzielle Schwierigkeiten geriet, willigte man in eine Fusion ein. Enix profitiert von dieser Fusion vor allem durch Squares Know-how in den Bereichen Computeranimation und Onlinespiele sowie den im Westen bekannten Markennamen.